# Fritz Axtmann
Fritz Axtmann (7 de dezembro de 1914 - 13 de setembro de 1943) foi um oficial alemão que serviu na  durante a Segunda Guerra Mundial. Foi condecorado com a Cruz de Cavaleiro da Cruz de Ferro.

## Carreira militar
Axtmann entrou no 20. (Bayr.) Infanterie-Regiment situado em Ratisbona no dia 1 de abril de 1933, sendo em seguida transferido para a 7ª companhia do Infanterie-Regiments (mot.) 20, permanecendo nesta unidade até o início da Segunda Guerra Mundial, onde atuou na Invasão da Polônia e da Batalha da França, sendo condecorado com a Cruz de Ferro durante a campanha polonesa.

### Campanha Russa
Iniciou-se a campanha russa e a sua unidade foi reforçada e enviada para o fronte no dia 19 de julho de 1941 atuando nos arredores de Mogilew, tendo neste dia conseguido repelir 12 ataques russos. O Oberfeldwebel Axtmann não conseguiu manter a sua unidade por muito tempo no local e foi forçado a recuar. Enquanto que a sua unidade recuava, Axtmann se tornou comandante da companhia por ordens do HKL, conseguindo desta forma retirar todos os seus soldados da área e evitar a destruição da unidade.
Após duas dois ataques sem sucesso, conseguiu no terceiro ataque forçar os russos a recuar, reocupando o território antes perdido e conseguindo tomar ao sul desta posição uma cabeã-de-ponte. Por estes atos, Axtmann foi condecorado com a Cruz de Cavaleiro da Cruz de Ferro no dia 24 de agosto de 1941.

### Falecimento
Foi ferido em combate no dia 5 de fevereiro de 1942 em Meldung foi transferido para a Genesenden-Kompanie do Infanterie-Ersatz-Bataillons (mot.) 20. Próximo de seu retorno do fronte, foi promovido para Leutnant no dia 1 de novembro de 1942 retornando no mês de maio de 1943 onde assumiu o comando da 3ª Companhia de seu regimento, pouco tempo depois assumiu o comando da 1ª Companhia. Foi gravemente ferido por um disparo na cabeça no dia 6 de setembro de 1943 em Ljutenka. Foi internado num hospital do 1/530 (R) em Kiev no dia 11 de setembro de 1943, vindo a falecer dois dias depois, 13 de setembro de 1943 às 05:15 horas, sendo sepultado no cemitério de Kiev.
Foi promovido postumamente para a patente de Oberleutnant no dia 1 de setembro de 1943.

### Patentes
| Oberfeldwebel |                       |
| Leutnant      | 1 de novembro de 1942 |
| Oberleutnant  | 1 de setembro de 1943 |

### Condecorações
| Cruz de Ferro 2ª Classe            |                      |
| Cruz de Ferro 1ª Classe            |                      |
| Badge de Feridos (1939) em Preto   |                      |
| Badge de Feridos (1939) em Prata   |                      |
| Medalha da Frente Oriental         |                      |
| Cruz de Cavaleiro da Cruz de Ferro | 24 de agosto de 1941 |